# Rällingestatuetten
Rällingestatuetten en er siddende figur i bronze fra vikingetiden, der blev fundet Södermanland i Sverige i 1904. Den 7 cm høje figur, der er iført en konisk hovedbeklædning, holder sit spidse skæg og har en erigeret penis. Den er ofte blevet identificeret som frugtbarhedsguden Frej fra den nordiske mytologi, som følge af Adam af Bremens beskrivelse fra 1000-tallet af en Frejstatue i Uppsalatemplet, der havde en stor fallos.
Det er også blevet foreslået, at figuren er en spillebrik, en fløjtespiller og guden Thor der blæser i sit skæg for at skabe vind. Hvis det er en afbildning af en gud, kan det være et eksempel på en lille statuette til tilbedelse, som kendes fra gamle nordiske sagaer. Figuren er udstillet på Historiska museet i Stockholm.